# إريك إدغار كوكي
اريك إدغار كوكي (بالإنجليزية: Eric Edgar Cooke) هو قاتل متسلسل أسترالي، ولد في 25 فبراير 1931 في برث في أستراليا، وتوفي في 26 أكتوبر 1964 في فريمانتل في أستراليا بسبب شنق.